# Mbomou
Lo Mbomou (anche M'bomou o Bomu) è un fiume dell'Africa centrale (Repubblica Democratica del Congo e Repubblica Centrafricana), ramo sorgentizio di destra dell'Ubangi (bacino idrografico del Congo).
Nasce nell'estremo nordest del territorio congolese, all'incrocio dei confini con il Sudan del Sud e la Rep. Centrafricana, scorrendo poi con direzione mediamente occidentale per circa 700 chilometri segnando lungo tutto il suo percorso il confine fra la Rep. Dem. del Congo e la Rep. Centrafricana; confluisce con il fiume Uele presso la città di Yakoma, dando origine all'Ubangi. I suoi maggiori affluenti sono Ouara, Chinko e Mbara, provenienti tutti dalla destra idrografica.
Il primo europeo che esplorò il corso dello Mbomou fu, nel 1877, il fisico ed esploratore greco Panayotis Ponagos.